# La Clusaz
La Clusaz ist eine französische Gemeinde im Département Haute-Savoie in der Region Auvergne-Rhône-Alpes. La Clusaz  besitzt das größte Skigebiet von Aravis (132 Kilometer Skipisten).

## Geographie
La Clusaz liegt auf 1039 m, östlich von Thônes, etwa 23 Kilometer östlich der Stadt Annecy (Luftlinie). Der Ferien- und Wintersportort erstreckt sich im Talkessel des Nom, an der Vereinigung zweier Täler, in den Bornes-Alpen am Nordwestfuß der Chaîne des Aravis.
Die Fläche des 40,62 km² großen Gemeindegebiets umfasst einen Abschnitt der Bornes-Alpen. Das zentrale Gebiet wird von einem Talkessel eingenommen, in dem von Süden das Tal des Nom (entspringt am Col des Aravis) und von Osten das Vallée des Confins zusammenkommen. Der Nom, ein Seitenfluss des Fier verlässt diesen Talkessel durch eine enge Klus nach Norden.
Die Mulde von La Clusaz wird gegen Westen von den ausgedehnten Alpweiden im Bereich der Pointe de Beauregard (1647 m) flankiert. Im Norden trennt die Höhe der Tête du Danay (1730 m) den Talkessel vom nördlich gelegenen Tal des Borne. Der breite Sattel von Les Confins (1410 m), auf dem auch der Bergsee Lac des Confins liegt, stellt die Verbindung zum obersten Teil des Bornes-Tales her. Im Südosten von La Clusaz erhebt sich die hohe Kette der Aravis mit ihren felsigen Berggipfeln. Von Südwesten nach Nordosten folgen sich Pointe de Merdassier (2313 m), Passübergang Col des Aravis (1486 m), Pointe des Aravis (2325 m), Pointe des Verres (mit 2616 m die höchste Erhebung von La Clusaz), Tête Pelouse (2539 m), Roche Perfia (2500 m) und Tardevant (2500 m).
Zu La Clusaz gehören neben dem eigentlichen Ortskern auch verschiedene Weilersiedlungen und Gehöfte, darunter:
- Gotty (1140 m) im Tal des Nom am Aufstieg zum Col des Aravis
- Le Bossonnet (1080 m) östlich an La Clusaz anschließend
- Le Fernuy (1200 m) im Vallée des Confins
- Les Confins (1413 m) auf dem breiten Sattel am Fuß der Aravis-Kette

Nachbargemeinden von La Clusaz sind Saint-Jean-de-Sixt und Le Grand-Bornand im Norden, Sallanches und Cordon im Osten, La Giettaz und Manigod im Süden sowie Thônes und Les Villards-sur-Thônes im Westen.

## Geschichte
Der Ortsname La Clusaz ist abgeleitet vom Wort cluse (Schlucht), wobei die Schlucht des Nom unterhalb des Dorfes gemeint ist. Das Gebiet um La Clusaz gehörte zum Besitz der Abtei von Talloires. Im 13. Jahrhundert erscheint der latinisierte Name Clusa Locus Dei in den Urkunden, aus dem sich der französische Name La Cluse-Lieu-Dieu entwickelte, der bis 1772 gebräuchlich war.
Mit der Eröffnung der Straße von Thônes via La Clusaz über den Col des Aravis nach Flumet im Tal des Arly wandelte sich La Clusaz vom abgelegenen Bergdorf zu einem Ferienort. Seit etwa 1910 wird hier Ski gefahren. Die eigentliche Entwicklung zum Wintersportort setzte jedoch erst zu Beginn der 1960er Jahre ein.

## Bevölkerung
Mit 1663 Einwohnern (Stand 1. Januar 2022) gehört La Clusaz zu den mittelgroßen Gemeinden des Départements Haute-Savoie. Seit Beginn der 1970er Jahre wurde eine deutliche Bevölkerungszunahme verzeichnet.
| Jahr                       | 1962 | 1968 | 1975 | 1982 | 1990 | 1999 | 2010 | 2020 |
| Einwohner                  | 1234 | 1382 | 1695 | 1687 | 1845 | 2023 | 1960 | 1706 |
| Quellen: Cassini und INSEE |      |      |      |      |      |      |      |      |

## Sehenswürdigkeiten
Die Pfarrkirche Sainte-Foy erhielt ihre heutige Gestalt bei einem Neubau im Jahr 1974. Der 1762 erbaute Glockenturm mit Zwiebelhelm stammt vom Vorgängerbau. Die im Weiler Fernuy stehende barocke Kirche wurde im 18. Jahrhundert errichtet. Weitere Kapellen befinden sich in Gotty (17. Jahrhundert), in Les Confins (19. Jahrhundert), in Vard (17. Jahrhundert), in der Schlucht von La Clusaz (Chapelle du Parc, 17. Jahrhundert) und auf dem Col des Aravis (Chapelle Sainte-Anne, ursprünglich aus dem 17. Jahrhundert). In La Clusaz gibt es zahlreiche Häuser in der traditionellen Chalet-Bauweise.

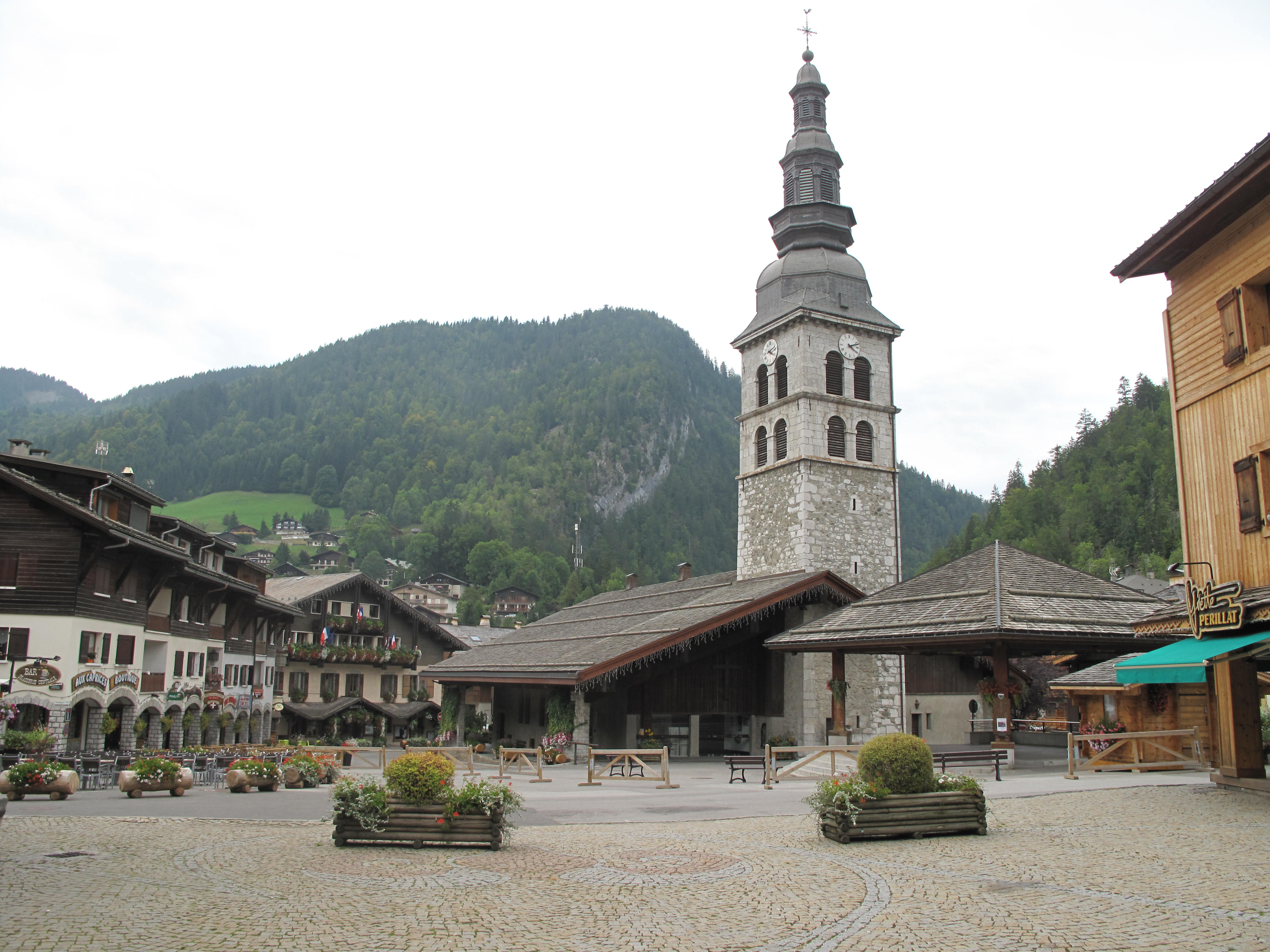
Kirche Sainte-Foy
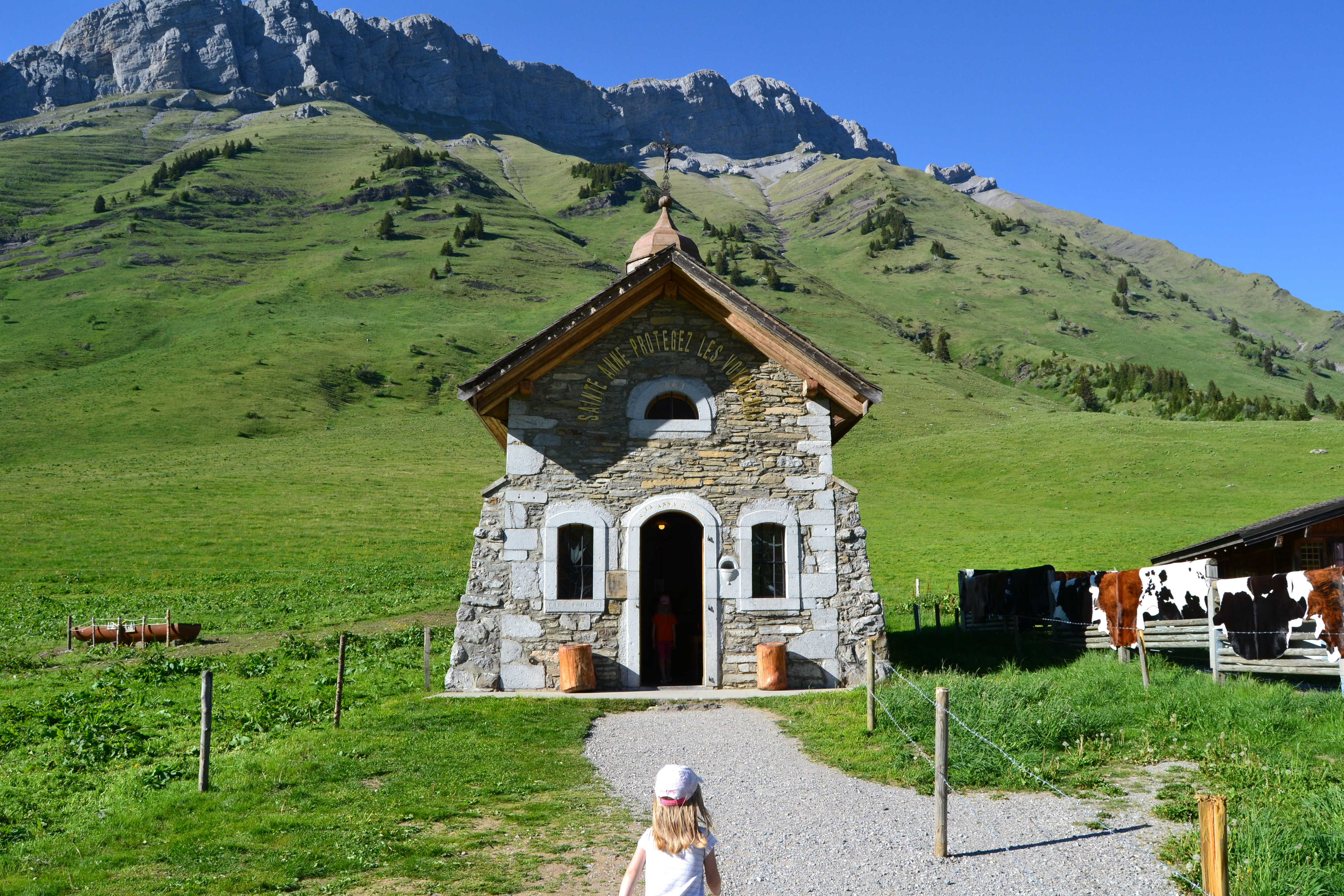
Kapelle Sainte-Anne am Col des Aravis
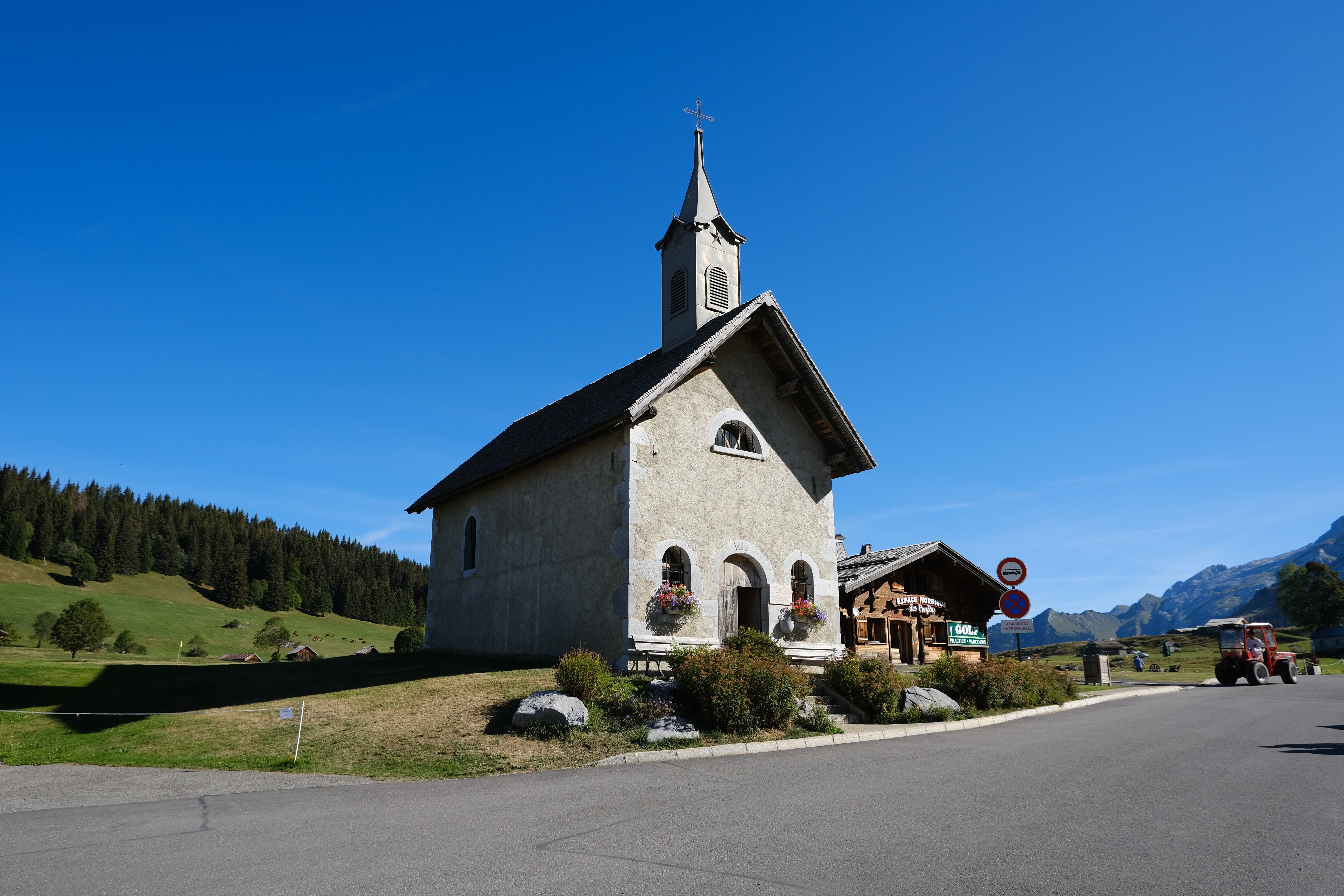
Kapelle Confins

## Wirtschaft und Infrastruktur
La Clusaz war bis zu Beginn des 20. Jahrhunderts ein vorwiegend durch die Landwirtschaft und Alpwirtschaft geprägtes Dorf. Heute gibt es verschiedene Betriebe des Kleingewerbes. Die meisten im Dorf arbeitenden Erwerbstätigen finden ihr Einkommen jedoch in der Tourismusbranche. In den letzten Jahrzehnten hat sich La Clusaz zu einem bedeutenden Ferienort entwickelt. Die Gemeinde ist hauptsächlich auf den Wintertourismus spezialisiert. Zahlreiche Bergbahnen und Skilifte erschließen die Hänge und Gipfel der Aravis-Kette und der Pointe de Beauregard, welche Pisten sämtlicher Schwierigkeitsgrade bieten. Das Skigebiet von La Clusaz ist mit demjenigen von Le Grand-Bornand verbunden. Im Weiteren kann auch Skilanglauf und Skispringen betrieben werden. Auch im Sommerhalbjahr eignet sich La Clusaz als Ausgangspunkt für schöne Wanderungen und andere sommerliche Freizeitaktivitäten.
Die Ortschaft ist verkehrsmäßig gut erschlossen. Die Zufahrt erfolgt entweder von Annecy via Thônes durch das Tal des Fier oder von Bonneville durch das Tal des Borne. Weitere Straßenverbindungen bestehen über den Col des Aravis mit Flumet oder über den Col de la Croix Fry mit Manigod.

## Persönlichkeiten
- Régine Cavagnoud (1970–2001), Skirennläuferin
- Loïc Collomb-Patton (* 1986), Freestyle- und Freeride-Skier
- Guy Périllat (* 1940), Skirennläufer
- Candide Thovex (* 1982), Freestyle- und Freeride-Skier